# Jöran Henriksson Horn
Jöran Henriksson Horn, död 1605 vid slaget vid Kirkholm, var en svensk/finländsk ståthållare och befälhavare.

## Biografi
Jöran Henriksson Horn var son till Henrik Klasson Horn ur ätten Horn af Kanckas. 1578 blev han fänrik vid Hans Wachtmeisters fana, för att 1583 bli ryttmästare. 1586 var han en av undertecknarna av böneskriften till kung Sigismund att inte avstå Polen.
Efter brodern Carls kapitulation för ryssarna 1590 sattes han av den svenska statsmakten i fängelse på Stockholms slott, och var vid tillfället överstebefallningsman för Koporje slott i Ingermanland, och han frigavs först vid Johan III:s död 1592, detta efter en dödsdom som alltså inte hann verkställas. Han blev 1595 befullmäktigat ombud för Sverige angående gränsdragningen mot Ryssland efter freden. Han blev två år senare ståthållare för Åbo slott och Åbo län, blev 1600 befälhavare för finländska rytteriet och var vid sin död överste.
Han skrev sig till Vuorentaka i Halikko.
Jöran Henriksson var gift med Brita Björnram (släkten Björnram), en dotter till Hans Larsson Björnram och Ingrid Boije af Gennäs. Sonen Hans deltog i riksdagen 1627, dottern Anna var gift med Sten Ivarsson Tawast, sonen Henrik var överstelöjtnant, och sonen Arvid var ståthållare och landshövding. Genom sonen Henrik blev han farfars far till Arvid Horn.